# Mojedeh Shamssaie
 (novembre 2021).
Si vous disposez d'ouvrages ou d'articles de référence ou si vous connaissez des sites web de qualité traitant du thème abordé ici, merci de compléter l'article en donnant les références utiles à sa vérifiabilité et en les liant à la section « Notes et références ».
Mojedeh Shamssaie (persan : مژده شمسایی), née le 20 juin 1968 à Téhéran, est une actrice iranienne. Elle est apparue dans plusieurs films et pièces de théâtre, dont la plupart ont été réalisés par son mari, le cinéaste iranien Bahram Beyzai. Elle a remporté plusieurs prix pour sa performance dans Tuer les chiens enragés de Beyzai (2001).

## Biographie
Mojedeh Shamssaie est née à Téhéran. Elle a étudié le théâtre à l'Université Azad. À part le théâtre, Shamssaie a travaillé au cinéma, et en 1987, elle s’est occupée du maquillage pour le film Peut-être une autre fois de son mari Bahram Beyzai. Elle a commencé à jouer dans les films de Bahram Beyzai en 1991. Elle réside actuellement à Palo Alto.

## Filmographie
- 1991 : Passagers de Bahram Beyzai
- 1998 : Une conversation avec le vent de Bahram Beyzai
- 2000 : Tuer les chiens enragés de Bahram Beyzai
- 2008 : Quand nous dormons tous de Bahram Beyzai

## Théâtre
- Carrefour de Bahram Beyzai
- Lettre de joie de Bahram Beyzai
- Reportage d’Ardavirov de Bahram Beyzai
- Arash de Bahram Beyzai
- Jana et Baladur de Bahram Beyzai
- Érables, ou Ça passe vite de Bahram Beyzai
- Pièce tragique pour commémorer les souffrances  du professeur Navid Makan et de son épouse, l’ingénieur Rakhshid Farzin  de Bahram Beyzai
- Les milles et uneième nuit de Bahram Beyzai
- Lady Aoyi de Bahram Beyzai
- Jardin de cerisiers de Roknoddin Khosravi